# Pärnu FC Levadia
Pärnu FC Levadia – estoński klub piłkarski z siedzibą w mieście Parnawa, który działał w latach 2000-2002.
Wystąpił w jednym sezonie w estońskiej najwyższej klasie rozgrywkowej (2002).
W 2002 połączył się z Pärnu JK Vaprus.

## Chronologia nazw
- 2000–2002: Pärnu FC Levadia

## Pärnu FC Levadia w estońskim futbolu
| Sezon | Liga                     | Lp. | M  | Z  | R | P  | B+ | B- | +/- | Pkt. | Najlepszy strzelec            | Puchar     |
| ----- | ------------------------ | --- | -- | -- | - | -- | -- | -- | --- | ---- | ----------------------------- | ---------- |
| 2000  | II liiga południe/zachód | 1.  | 20 | 16 | 1 | 3  | 71 | 21 | +51 | 49   | Aleksei Galkin (15)           |            |
| 2001  | Esiliiga                 | 1.  | 28 | 15 | 7 | 6  | 67 | 39 | +28 | 52   | Andrus Mitt (21)              |            |
| 2002  | Meistriliiga             | 8.  | 28 | 1  | 5 | 22 | 19 | 96 | -77 | 8    | Ranet Lepik, Indrek Joost (3) | 1/8 finału |

Źródło: